# L'Amour, c'est mon métier
Pour plus de détails, voir Fiche technique et Distribution.
L'Amour, c'est mon métier (titre original : Die Wahrheit über Rosemarie, La Véritable Histoire de Rose-Marie) est un film allemand réalisé par Rudolf Jugert sorti en 1959.

## Synopsis
Dans l'Allemagne de l'ouest en 1957, Rosemarie Nitribitt, prostituée de Francfort, est retrouvée assassinée. La police criminelle est sollicitée après des hésitations. Le principal suspect Salzmann est libéré pour manque de preuves, le commissaire n'a plus de piste. Quand Andreas Guttberg, psychologue auprès des jeunes et criminel, vient au commissariat, il explique aux policiers qu'il pourrait y avoir deux auteurs : outre le meurtrier, la victime a été complice de sa mort, en le laissant faire. Déjà lorsqu'elle a quitté la maison de correction où elle a grandi, Rosemarie a refusé le travail qu'on lui proposait pour un travail malfamé.
Guttberg analyse par des analepses la vie de Nitribitt de la sortie de la maison de correction jusqu'à sa mort. Arrivée à Francfort, elle emprunte à une prostituée âgée 80 marks pour acheter des vêtements appropriés pour une femme de mauvaise vie. Même si elle commence à gagner rapidement de l'argent, Rosemarie persévère quand elle apprend qu'on l'a emmenée à l'hôpital et qu'elle est morte. Pour être sûr d'avoir de l'argent, elle va dans les bars de la bourgeoisie, même si cela lui est interdit. Alors que la police procède à un contrôle, Alexander Woltikoff, un vieux monsieur russe, homme d'affaires, intervient pour l'aider. Il se fait passer pour son compagnon. Woltikoff est tombé amoureux d'elle et veut l'avoir juste pour lui. Il se moque qu'elle était prostituée, lui offre un appartement et une voiture. Woltikoff exige simplement que, lorsqu'il part en voyage d'affaires, elle lui reste fidèle.
Mais Rosemarie ne supporte pas cette condition et continue à se prostituer. Rosemarie ne trouve aucune satisfaction, elle est constamment insatisfaite. Ses clients sont des hommes de la haute société comme Karl Riedendank, un homme qui se vante. D'autres, comme M. Reimer, incarnent la petite-bourgeoise "respectable". Reimer est à la recherche de sa sœur dont il croit qu'elle pourrait être devenue prostituée. Il se montre véhément pour tirer des informations à Rosemarie. Un jeune homme, Fred, le fils d'Andreas Guttenberg, vient voir Rosemarie puis s'en va avec dégoût. Lorsque Woltikoff revient de Cannes et lui demande si elle lui a été fidèle, elle lui ment. Woltikoff découvre la vérité et la rejette. Dans la nuit qui suit, il meurt d'une crise cardiaque. Rosemarie Nitribitt demande aussitôt l'héritage, mais elle ne fait pas partie du testament.

## Fiche technique
- Titre : L'Amour, c'est mon métier
- Titre original : Die Wahrheit über Rosemarie
- Réalisation : Rudolf Jugert assisté de Max Diekhout
- Scénario : J. Joachim Bartsch (de)
- Musique : Willy Mattes
- Direction artistique : Hermann Warm, Bruno Monden
- Cosutme : Anna Hanoszek, Otto Suero
- Photographie : Georg Krause
- Son : Rudolf Kaiser
- Montage : Herbert Taschner (de)
- Production : Wolf C. Hartwig, Dieter Fritko
- Sociétés de production : Dieter-Frisko-Produktion, Rapid Film
- Société de distribution : Union-Film, Neue Film Allianz
- Pays d'origine :  Allemagne de l'Ouest
- Langue : allemand
- Format : Noir et blanc - 1,37:1 - Mono - 35 mm
- Genre : Drame
- Durée : 101 minutes
- Dates de sortie :
  -  Allemagne de l'Ouest : 23 octobre 1959.
  -  Japon : 25 octobre 1959.
  -  Danemark : 11 janvier 1960.
  -  France : 30 mars 1960[1].
  -  Finlande : 29 avril 1960.

## Distribution
- Belinda Lee : Rosemarie Nitribitt
- Walter Rilla : Alexander Woltikoff
- Paul Dahlke : M. Reimer
- Jan Hendriks : Salzmann
- Hans Nielsen : Bernbeil
- Karl Schönböck : Karl Riedendank
- Wolfgang Büttner : Andreas Guttberg
- Claus Wilcke (de) : Fred Guttberg, son fils
- Lina Carstens : Mme Huber, la logeuse
- Hans Elwenspoek : Le commissaire
- Annette Grau : Gisela, la vendeuse de fourrure
- Paula Braend (de) : Mme Reimer
- Bobby Todd (de) : Le client à l'auto
- Edith Schultze-Westrum : Mme Kroll, la gouvernante
- Karl Lieffen : Le proxénète de Rosemarie
- Ernst G. Schiffner (de) : Le procureur
- Hanna Micaela : Edeltraut
- Paul Bös (de) : Le client au club de danse
- Georg Lehn : L'homme dans la cage d'escalier
- Johannes Buzalski (de) : Le chauffeur
- Harry Hardt : Le client au parc
- Herbert Weicker (de) : Le secrétaire de Woltikoff

## Histoire
La vie de Rosemarie Nitribitt, prostituée dans le milieu bourgeois, assassinée en 1957, inspira deux films : La Fille Rosemarie, film allemand réalisé par Rolf Thiele en 1958, et L'Amour, c'est mon métier. Après le succès du premier, on décide d'une réinterprétation de l'histoire d'un point de vue conservateur. Alors que le film de Thiele traite de l'enquête criminelle, celui de Jugert s'intéresse plutôt aux milieux sociaux qui ont fait la naissance et la mort violente de la prostituée mondaine. Les deux films sont ainsi conçus très différemment. Alors que le film de Thiele tient de la satire de la société de consommation qu'est l'Allemagne de l'Ouest, celui de Jugert est une accusation morale acide du comportement social de Nitribitt. Nadja Tiller incarne une grande dame tandis que Belinda Lee interprète une dépravée, comme l'insinue le scénario de J. Joachim Bartsch, responsable de sa déchéance et de sa mort.